# Monastère de la Panagía Tourlianí
Le monastère de la Panagía Tourlianí (grec moderne : Μοναστήρι Παναγίας Τουρλιανής) est un monastère orthodoxe situé sur l'île de Mýkonos, en Grèce. Il est situé au centre du village d'Áno Merá, dans la partie centrale de l'île.

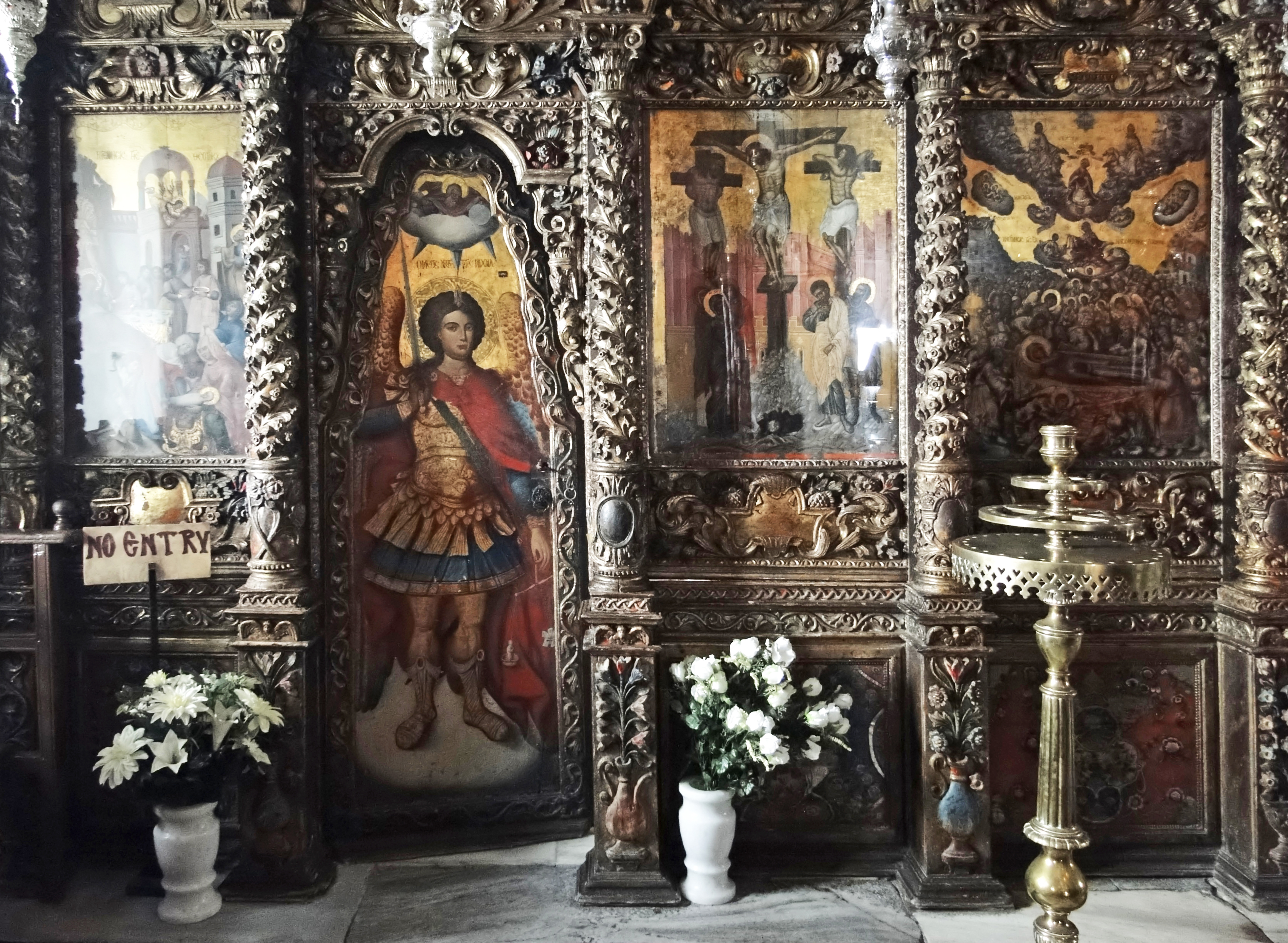
Vue de l'iconostase de l'église du monastère.

Le monastère, fondé en 1542, prend sa forme actuelle au cours de la période entre 1757 et 1767. Il est fondé par des moines originaires de l'île de Páros et est dédié à la dormition de la Mère de Dieu. Le monastère constitue, d'un point de vue juridique, une stavropégie.
L'église du monastère comporte une nef à trois vaisseaux, ainsi qu'une iconostase de style baroque. Le monastère doit son nom à une icône de la Vierge Marie, découverte dans la région de Toúrlo à Mýkonos et exposée en ses murs pendant l'été. Elle est la sainte patronne de l'ensemble de l'île de Mýkonos. En hiver, l'icône est exposée dans la ville de Mýkonos.